# 서사 영화

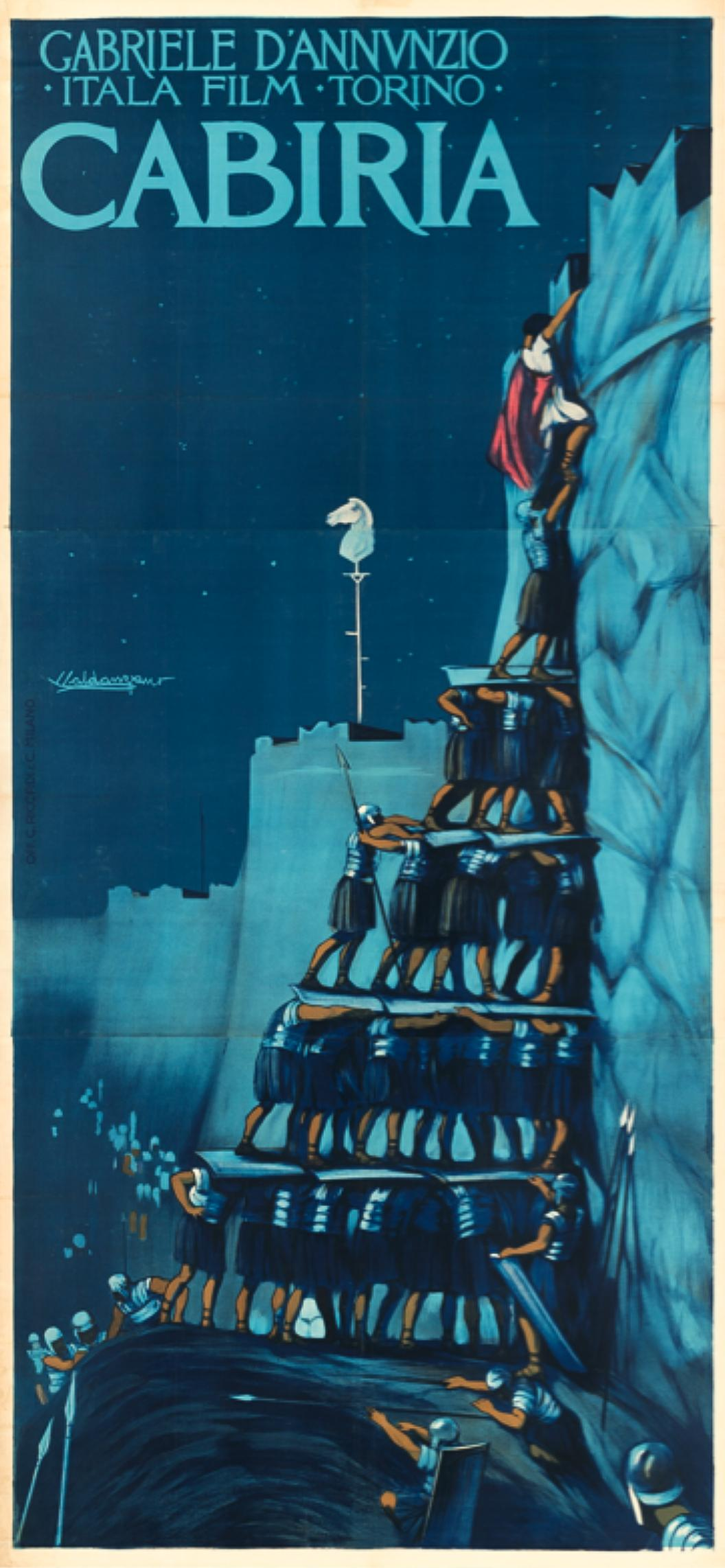
1914년 이탈리아 영화 카비리아는 가장 초기에 알려진 서사 영화 중 하나이다.

서사 영화(敍事映畵, 영어: epic film)는 거대한 규모와 웅장한 범위, 장관을 특징으로 한다. 이 용어는 다소 모호하여 때로는 영화 장르를 지칭하고, 다른 때로는 단순히 대규모 예산 영화를 의미하기도 한다. 고전 문학적 의미의 서사시처럼, 종종 영웅적 인물에 초점을 맞춘다. 서사 영화의 야심 찬 성격은 시대극이나 모험 영화와 같은 다른 장르와 구별하는 데 도움이 된다.
서사 역사 영화는 일반적으로 역사적 또는 신화적 사건을 다루며, 호화로운 배경, 화려한 의상, 웅장한 영화 음악, 그리고 앙상블 캐스트를 추가하여 제작 비용이 매우 많이 들게 한다. 서사 영화의 가장 흔한 주제는 세계 역사의 다양한 시기에 걸쳐 왕족과 중요한 인물이다.

## 특징
"서사"라는 용어는 원래 길가메시 서사시와 트로이아 전쟁 주기의 작품들로 대표되는 시적 장르에서 유래했다. 고전 문학에서 서사시는 많은 사람들의 운명이 달려 있는 영웅의 위업이나 여정에 초점을 맞춘 작품으로 간주된다. 마찬가지로 "서사적"이라고 묘사되는 영화들은 일반적으로 역사적 인물이나 신화 속 영웅적 인물을 다룬다. 서사 영화의 일반적인 주제는 왕실, 글래디에이터, 위대한 군사 지도자 또는 세계 역사의 다양한 시대의 주요 인물이다. 그러나 서부 개척사 또는 에덴의 동쪽과 같이 거대한 규모와 웅장한 배경의 파노라마를 기반으로 "서사적"이라고 묘사되는 영화들도 있는데, 이들은 고전 서사시의 전형적인 내용을 담고 있지 않지만 서사적인 스타일로 연출되었다.
내용 때문에 "서사적"이라고 묘사될 때, 서사 영화는 종종 전쟁이나 다른 사회적 위기 시기를 배경으로 하며, 일반적으로 묘사되는 사건과 영화의 상영 시간 모두에서 때로는 여러 세대에 걸쳐 더 긴 시간을 다룬다. 이러한 영화는 일반적으로 역사적 배경을 가지고 있지만, 최근 수십 년 동안 사변물 (예: 판타지 또는 SF) 배경이 흔해졌다. 영화의 중심 갈등은 일반적으로 광범위한 영향을 미치며, 종종 역사의 흐름을 바꾼다. 주인공의 행동은 종종 사회적 갈등 해결의 핵심이다.
미국 영화 연구소의 영화 장르 분류에서, 이 장르는 벤허와 같은 역사 영화로 제한된다. 그러나 콘스탄틴 산타스(Constantine Santas)와 같은 영화 학자들은 2001: 스페이스 오디세이와 스타워즈와 같은 SF 영화에도 이 명칭을 확장할 의향이 있다. 린 레이미(Lynn Ramey)는 "확실히 정의하기 가장 어려운 영화 장르 중 하나는 '서사' 영화로, 벤허, 바람과 함께 사라지다와 최근의 300 및 스타워즈 영화와 같은 예시를 포함한다. [...] 이들 중 어느 것도 그 자체로 문학적 서사시에서 비롯된 것이 아니며, 서로를 연결하는 것은 거의 없다. 영화 장르 연구를 지지하는 사람들 사이에서, 서사는 가장 경멸받고 무시되는 장르 중 하나이다."라고 제안한다. 마지막으로, 아메리칸 무비 채널은 서사 영화를 공식적으로 역사 영화로 정의하지만, 그럼에도 불구하고 서사 영화가 SF 장르와 결합될 수 있다고 명시하며 스타워즈를 예시로 든다.
스타일적으로 서사 영화로 분류되는 영화들은 일반적으로 웅장한 배경과 특별히 디자인된 의상을 사용하며, 종종 웅장한 영화 음악과 흥행력 있는 스타들로 구성된 앙상블 캐스트를 동반한다. 서사 영화는 보통 제작 비용이 가장 비싼 영화 중 하나이다. 이들은 종종 현지 촬영, 실제 시대 코스튬, 대규모 액션 장면을 사용한다. 전기 영화는 이 장르의 덜 화려한 버전일 수 있다. 이들은 종종 로드쇼 개봉을 하며 70mm 필름으로 촬영되는 경우가 많다.
많은 작가들은 "긴"(2시간 이상) 모든 영화를 서사 영화로 지칭하여 서사 영화의 정의를 논란의 여지로 만들고, 그것이 과연 "장르"인지에 대한 의문을 제기한다. 로저 이버트가 아라비아의 로렌스에 대한 그의 "위대한 영화" 기사에서 말했듯이:
최근 몇 년 동안 서사라는 단어는 블록버스터 B급 영화와 동의어가 되었다. 아라비아의 로렌스를 보면서 깨닫게 되는 것은 서사라는 단어가 비용이나 정교한 제작이 아니라 아이디어와 비전의 크기를 의미한다는 것이다. 베르너 헤르초크의 아귀레, 신의 분노는 진주만의 케이터링 비용만큼도 들지 않았지만, 그것은 서사 영화이며, 진주만은 아니다.

## 역사
서사 영화는 가장 오래된 영화 장르 중 하나이며, 초기 주목할 만한 예시로는 조반니 파스트로네의 카비리아가 있다. 이는 포에니 전쟁에 대한 두 시간 반짜리 무성 영화로, 이후 데이비드 와크 그리피스의 무성 서사 영화의 기반을 마련했다.
이 장르는 1960년대 초에 인기의 정점을 찍었는데, 할리우드는 해외 영화 스튜디오(예: 로마의 치네치타)와 자주 협력하여 스페인, 모로코 등지에서 상대적으로 이국적인 장소를 사용하여 엘 시드 (1961) 또는 아라비아의 로렌스 (1962)와 같은 서사 영화를 제작했다. 서사 영화는 동양으로도 확장되어, 일본과 인도와 같이 문화적으로 풍부한 아시아 국가들이 7인의 사무라이 (1954)와 디 엠페러 오브 더 무굴 (1960)과 같은 기념비적이고 야심 찬 역사 서사 영화를 제작했으며, 두 영화 모두 문화적으로 독특한 역사 시대의 낭만적인 시대정신에 의존했다. 이러한 국제 공동 제작의 붐 시대는 일반적으로 클레오파트라 (1963), 로마 제국의 멸망 (1964) 및 닥터 지바고 (1965)로 끝난 것으로 간주된다. 그럼에도 불구하고, 이 장르의 영화는 계속해서 등장했으며, 주목할 만한 예시 중 하나는 1967년에서 1968년 사이에 전 소련에서 개봉된 전쟁과 평화이다. 서사 영화는 계속 제작되고 있지만, CGI 개발 이후에는 수천 명의 실제 배우 대신 컴퓨터 효과를 사용하는 것이 일반적이다. 1950년대 이후, 이러한 영화는 더욱 몰입감 있고 파노라마적인 극장 경험을 위해 넓은 가로세로비로 정기적으로 촬영되었다.
서사 영화는 2006년 아카데미상에서 몽타주로 인정받았다.

## 흥행

### 총수익
서사 영화의 지속적인 인기는 폭넓은 관객에게 어필할 수 있는 능력 덕분이라고 종종 평가된다. 역대 최고 수익을 올린 영화 중 여러 편이 서사 영화였다. 장르 부활에 기여한 것으로 평가받는 제임스 카메론의 1997년 영화 타이타닉은 전 세계 극장에서 18억 달러의 수익을 올려 12년 동안 최고 수익 영화 기록을 유지했다. 인플레이션을 고려하면, 역사 로맨스 서사 영화 바람과 함께 사라지다가 역대 최고 수익 영화이며, 다른 두 편의 로맨스 서사 영화(타이타닉과 닥터 지바고)도 전 세계 상위 10위 안에 들었다.

### 아카데미상
현재까지 단일 영화가 받은 아카데미상 최다 수상 기록은 11개이다. 이 기록은 단 세 편의 영화만이 달성했으며, 모두 3시간이 넘고 서사 영화로 간주되는 작품들이다: 벤허 (1959), 타이타닉 (1997), 그리고 반지의 제왕: 왕의 귀환 (2003).

## 같이 보기
- 비서사 영화